# Szolnoki indóház
A Szolnoki indóház (korábban Ószolnok állomás) Szolnokon az Indóház úton található műemlék épület.
A Pest–Szolnok szakasz volt az ország harmadik mozdonyüzemre épült vasútvonala. Az Ó-Szolnoki vasútállomás Magyarország legrégibb vasútállomása. Az épületet 1847. szeptember 1-jén adták át, klasszicista stílusban épült. Wilhelm Paul Spenger tervezte. A hozzá tartozó vízházat 1850 körül építették romantikus stílusban.

## Képek

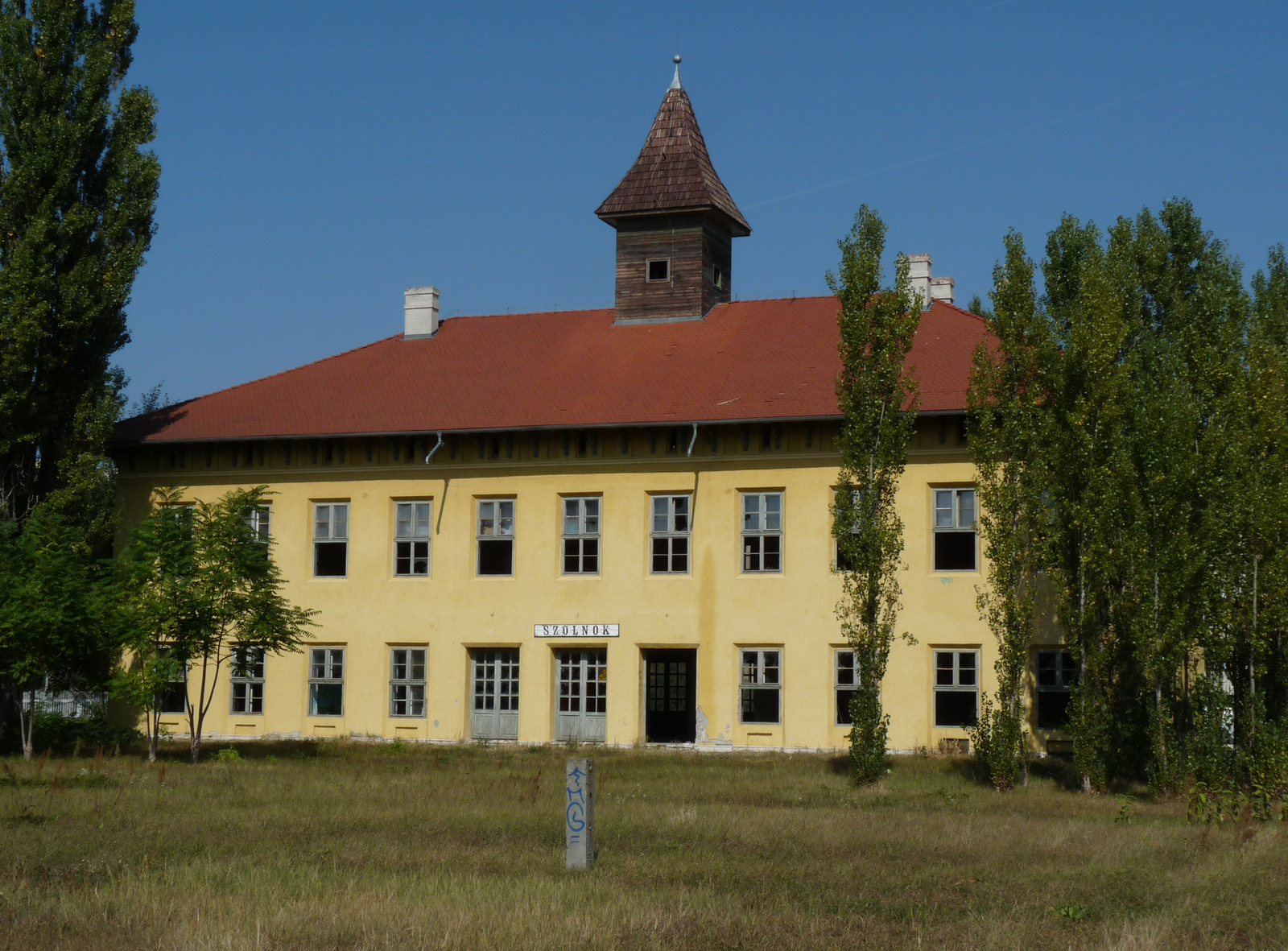
Az indóház
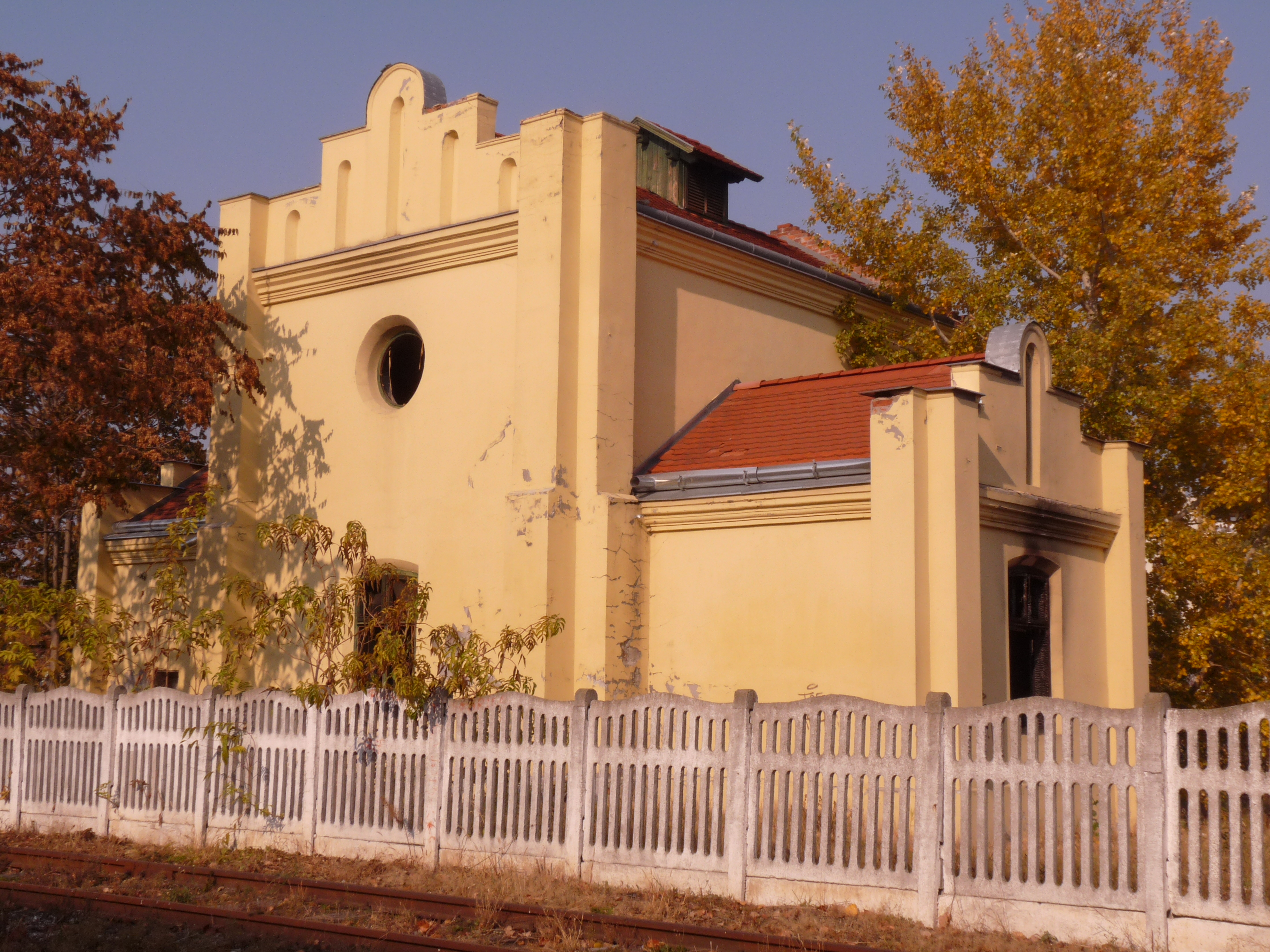
A vízház
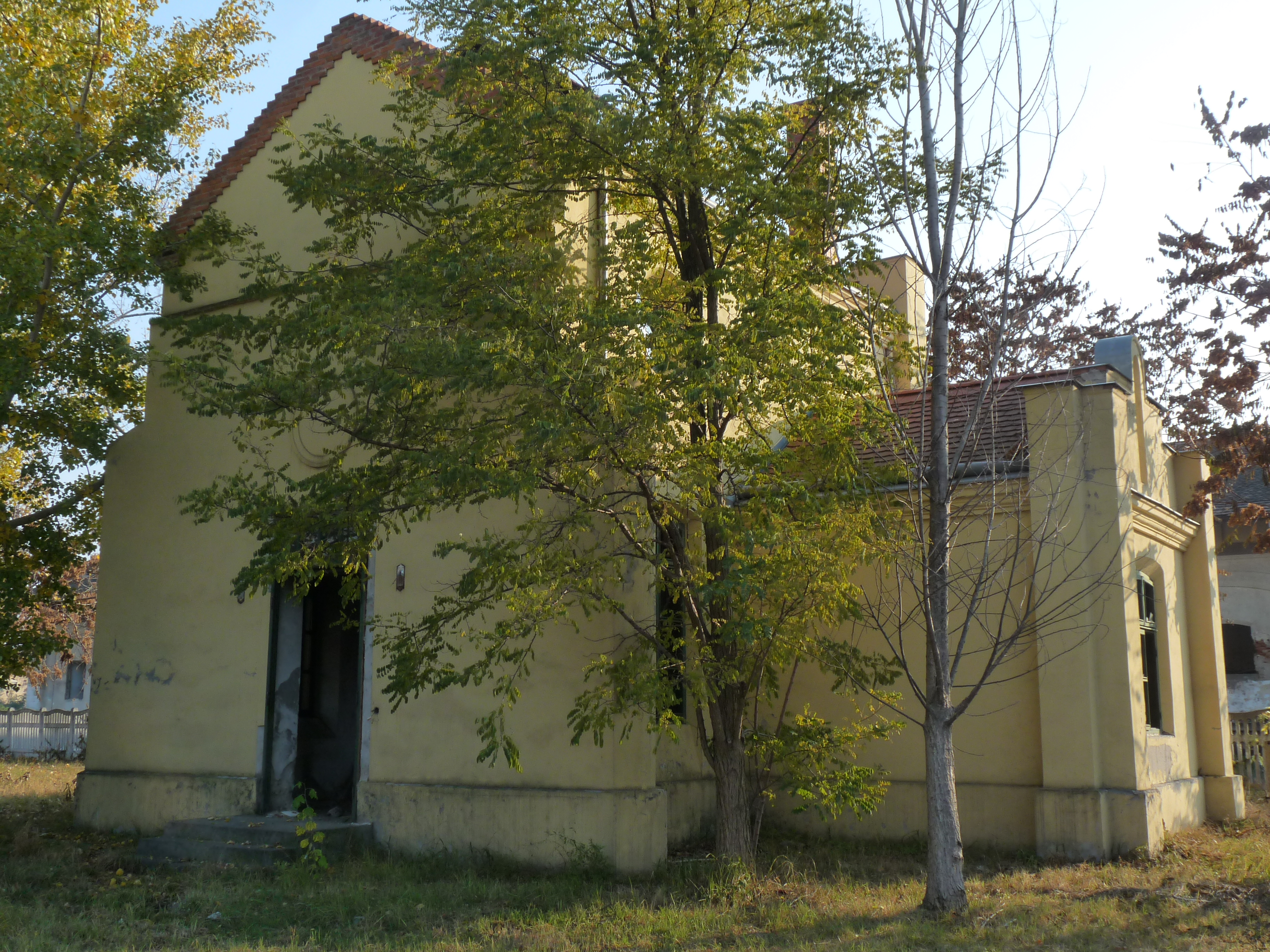
A vízház

## Külső hivatkozások
- Ó-Szolnok vasútállomás indóháza és vízháza – Műemlékem.hu
- Ószolnok – Vasútállomások.hu